# Banho de Sangue do Reichstag
O Banho de Sangue do Reichstag (em alemão:  Blutbad vor dem Reichstag) ocorreu em 13 de janeiro de 1920, em frente ao edifício do Reichstag em Berlim, durante a negociação da Assembleia Nacional de Weimar sobre a Lei dos Conselhos de Trabalhadores (Betriebsrätegesetz). O número de mortos e feridos é controverso, mas é certamente a manifestação mais sangrenta da história alemã.  O evento foi um evento histórico que foi ofuscado dois meses depois pelo Kapp-Putsch, mas permaneceu na memória coletiva do movimento trabalhista de Berlim e das forças de segurança. 

## Contexto
O governo esperava limitar a atividade sindical aprovando a Lei do Conselho de Trabalhadores. Os partidos políticos alemães de esquerda, o Partido Social-Democrata Independente da Alemanha (USPD) e o Partido Comunista da Alemanha (KPD), apoiaram os trabalhadores que queriam poderes de organização irrestritos. Para defender o seu ponto de vista, foi convocado um protesto em 13 de janeiro de 1920, em frente ao Palácio do Reichstag.

## Rebelião
A proteção do edifício cabia à polícia de segurança militarmente organizada (Sicherheitspolizei). Entre Setembro de 1919 e Janeiro de 1920 o Governo do Reich que era liderado pelos Social-democratas e em cooperação contínua com o Comando do Exército foi especialmente criado em Berlim para proteger a ordem existente porque a força policial de Berlim existente durante a Revolução de Novembro e durante a revolta falhou. A Sipo consistia principalmente de ex-membros do  Freikorps e era comandado por oficiais do exército. Numerosos familiares e oficiais eram claramente extremistas de direita. Nem a liderança nem a polícia no terreno tiveram formação extensiva. Sipoverbände menores com metralhadoras estavam estacionados no prédio do Reichstag, maiores na frente da entrada do prédio na King Square e ao longo da Samson Street.
No dia 13 de janeiro, por volta das 12 horas, a maioria das grandes empresas de Berlim parou de funcionar; estes incluem, por exemplo, AEG, Siemens, Daimler e Knorr-Bremse. Os trabalhadores mudaram-se para o centro da cidade, na Königsplatz, em frente ao Reichstag, mas muitos só chegaram às ruas adjacentes devido às multidões. Embora os números variem consideravelmente, de acordo com Weipert eram “pelo menos 100 mil, provavelmente havia significativamente mais”.  Palestrantes do USPD, do KPD e do centro do conselho de trabalhadores fizeram discursos. Houve várias agressões a deputados (deputados) a caminho da sessão. Após o silêncio do último discurso, os manifestantes não saíram da praça. Antes da abertura do Presidente do Reichstag, Fehrenbach, às 15h19, manifestantes em vários lugares começaram a insultar os homens do Sipo, para afastá-los, o que rapidamente se transformou em grupos de manifestantes que desarmaram e abusaram dos guardas do Sipo.  Por outro lado, a polícia revidou com os golpes de pistola das suas carabinas; mas os oficiais individuais foram repreendidos pelos seus superiores por essas ações. Entretanto, os deputados do USPD no plenário pediram a retirada do Sipo do edifício ou o encerramento do debate. Como resultado de uma grande perturbação por parte da facção do USPD, Fehrenbach teve que interromper a reunião às 15h48.
Os deputados que agora assistiam ao tumulto na Königsplatz das janelas do Reichstag foram ameaçados com revólveres por manifestantes entusiasmados. Uma pessoa da multidão disparou contra o Portal II do edifício do Reichstag. Pelo menos um policial foi atingido. Membros do sindicato dos metalúrgicos imediatamente pegaram a arma do atirador – aparentemente capturada pelo Sipo – e espancaram-no. A maioria dos manifestantes manteve-se calma de qualquer maneira ou até tentou impedir a agressividade da polícia. 
Os acontecimentos que se seguiram foram altamente controversos entre os contemporâneos – e ainda estão em investigação até hoje. Uma versão, representada entre outros pelo então chanceler Gustav Bauer, atribuiu a escalada da culpa aos manifestantes e especialmente aos organizadores. De acordo com isso, por volta das 16h, os manifestantes tentaram entrar no prédio, quando o Sipo na Königsplatz abriu fogo e jogou granadas de mão contra os participantes do comício. Já os independentes e comunistas enfatizaram que os disparos foram feitos sem motivo e sem aviso prévio. Não está claro se os avisos existiram. Quase todos os mortos e feridos foram encontrados ao sul do Reichstag, na calçada oposta e no zoológico adjacente, segundo relatos de vários lados. Lá, na Simsonstrasse, a multidão estava a pelo menos quatro metros de distância da polícia. Portanto, não houve ataques violentos durante a invasão do prédio. A maioria das vítimas foi atingida aqui. Após o início dos tiros, a multidão fugiu em pânico, os Sipo dispararam por mais alguns minutos com seus rifles e metralhadoras. Em nenhuma parte das fontes afirma-se que os manifestantes teriam sido baleados. Os números das vítimas variam entre 42 mortos e 105 feridos por parte dos manifestantes e cerca de 20 mortos, incluindo um agente da polícia, e cerca de 100 feridos, incluindo 15 agentes da polícia.  De qualquer forma, as vítimas deste evento foram a maior manifestação da história alemã.
Quando Fehrenbach reabriu a reunião às 16h13, o USPD solicitou que a reunião fosse encerrada imediatamente com a nota "Há mortos e gravemente feridos no andar de baixo da casa". O Presidente não se convenceu do motivo mas fez ao plenário a pergunta dos apoiantes. Apenas uma pequena minoria apoiou o pedido, mas os protestos tempestuosos do USPD levaram a outra interrupção às 16h37. Após a reabertura às 17h09, Fehrenbach, que já havia tomado conhecimento das mortes, encerrou o julgamento às 17h11.
A lei do conselho de trabalhadores foi aprovada pela Assembleia Nacional numa reunião subsequente em 18 de janeiro. Com o anúncio no Reichsgesetzblatt, entrou em vigor em 4 de fevereiro de 1920.

## Consequências
Após o motim, foi declarada uma zona de exclusão total para manifestações nas imediações do Reichstag (Decreto Bannmeile), que ainda permanece em vigor.  As preocupações dos trabalhadores foram ignoradas e, em 3 de fevereiro de 1920, a Lei dos Conselhos de Trabalhadores (em alemão:  Betriebsrätegesetz) passou. 